# Третьяково (Гороховецкий район)
Третьяково — упразднённая деревня в Гороховецком районе Владимирской области России.

## География
Урочище находится в восточной части области, в зоне хвойно-широколиственных лесов, на правом берегу реки Тремы, на расстоянии 19 километров (по прямой) к западо-юго-западу от города Гороховец, административного центра района.

### Климат
Климат характеризуется как умеренно континентальный. Средняя температура воздуха самого холодного месяца (января) — −11,2 °C (абсолютный минимум — −45 °С), средняя температура воздуха самого тёплого месяца (июля) — +18,4 °С (абсолютный максимум — +38 °С). Безморозный период длится около 139 дней. Годовое количество атмосферных осадков составляет около 556 мм, из которых 387 мм выпадает в период с апреля по октябрь. Снежный покров держится в среднем около 149 дней.

## История
В «Списке населенных мест Владимирской губернии по сведениям 1859 года» населённый пункт упомянут как владельческая деревня Вязниковского уезда, расположенная в 13 верстах от уездного города. В деревне насчитывалось 5 дворов и проживало 42 человека (18 мужчин и 24 женщины).
По состоянию на 1905 год, в Третьякове имелось 9 дворов и проживало 56 человек. В административном отношении деревня входила в состав Олтушевской волости.
По данным 1926 года в деревне имелось 10 крестьянских хозяйств и проживало 53 человека (21 мужчина и 32 женщины). Являлась частью Шаулинского сельсовета.
На момент упразднения входила в состав Денисовского сельсовета Гороховецкого района. Упразднена решением облисполкома № 778 от 23 ноября 1983 года как фактически не существующая.